# Иванушец, Лука
Лу́ка Ивану́шец (хорв. Luka Ivanušec; род. 26 ноября 1998, Вараждин) — хорватский футболист, полузащитник нидерландского клуба «Фейеноорд» и сборной Хорватии, выступающий на правах аренды за греческий ПАОК. Участник двух чемпионатов Европы (2020 и 2024).

## Клубная карьера
Иванушец — воспитанник клуба «Локомотива». 20 декабря 2015 года в матче против «Славен Белупо» он дебютировал в чемпионате Хорватии. 3 декабря 2016 года в поединке против «Цибалии» он забил свой первый гол за команду.
25 августа 2023 года перешёл в нидерландский «Фейеноорд», подписав пятилетний контракт.
13 июля 2025 года перешёл на правах аренды в греческий ПАОК.

## Международная карьера
В 2015 году Иванушец принял участие в юношеском чемпионате мира в Чили. На турнире он сыграл в матчах против сборных Чили, США, Нигерии, Германии и Мали. В поединке против американцев Лука забил гол.
В 2016 году в составе юношеской сборной Иванушец принял участие в юношеском чемпионате Европы в Германии. На турнире он сыграл в матчах против Нидерландов, Франции и Англии.
11 января 2017 года в товарищеском матче против команды Чили Иваншец дебютировал за сборную Хорватии. 14 января в поединке против команды Китая Лука забил свой первый гол за национальную команду.
В 2019 году в составе молодёжной сборной Хорватии Иванушец принял участие в молодёжном чемпионате Европы в Италии. На турнире он сыграл в матчах против команд Англии, Франции и Румынии.

### Голы за сборную Хорватии
| #   | Дата           | Место                                | Противник | Счёт | Результат | Соревнование      |
| --- | -------------- | ------------------------------------ | --------- | ---- | --------- | ----------------- |
| 01. | 14 января 2017 | Гуанкси Спортс Сентр, Наньнин, Китай | Китай     | 0:1  | 1:1       | Товарищеский матч |

## Достижения
«Фейеноорд»
- Обладатель Кубка Нидерландов: 2023/24
- Обладатель Суперкубка Нидерландов: 2024